# Оделрик Манфред II (Торино)
Оделрик Манфред II (на латински: Odelricus dictus Mainfredus; на италиански: Olderico Manfredi II, Manfredo Udalrico, * 992, † 29 октомври 1034) от род Ардуини, е маркграф на Торино и Суза през 1000 – 1034 г. Неговата столица е град Торино.

## Произход
Той е син на маркграф Манфред I († 1000) и Прангарда ди Каноса. Внук е на маркграф Ардуин Глабер († 976/977) и на Емилия (Имула).

## Брак и потомство
∞ 1014 за Берта д’Есте (* 997, † 1037), дъщеря на маркграф Оберто II († сл. 1014/1021, от род Отбертини), от която има един син и три дъщери:
- Нардон († пр. 1034/1035), граф на Момбардоне
- Аделхайд от Суза (* ок. 1015; † 27 декември 1091), наследничка на маркграфство Торино, ∞ 1. 1035 за Херман IV Швабски (* ок. 1015, † 28 юли 1038 в Тренто), от 1030 г. херцог на Швабия, втори син на херцог Ернст I и Гизела Швабска, от когото вероятно има двама сина и една дъщеря: 2.. ∞ януари 1042 за Хайнрих Монфератски, маркграф на Монферат († ок. 14 март 1044/1045), от когото няма деца 3. ∞ ок. 1046 за Ото I Савойски (* 1010/1020, † 19 януари 1057 или 1 март 1060), 3-ти граф на Савоя, граф на Аоста, на Мориен и на Шабле (1051 – 1060), от когото има трима сина и две дъщери
- Ерменегарда (Имула) от Торино († 1077/ между 1 януари и 29 април 1078), ∞ 1. 1036 за херцог Ото III Швабски († 1057), 2. 1058 за граф Екберт I от Брауншвайг († 1068), маркграф на Майсен
- Берта от Торино († сл. 1064/ 1065), ∞ за Ото (Тевтон) Савонски, маркграф на Западна Лигурия († ок. 1084), от когото има пет сина (сред които Бонифаций дел Васто) и една дъщеря